# Leonhard Mertz
Frater Leonhard Mertz (* um 1430 in Stierstadt; † um 1498) war ein deutscher Franziskaner und Orgelbauer in Frankfurt am Main.
Mertz gehörte dem Barfüßerkloster in Frankfurt an und stand diesem in den 1470er Jahren als Guardian vor. Um 1459/61 wurde er urkundlich erwähnt, als er für die Kathedrale von Barcelona eine Orgel mit 1400 Pfeifen errichtete.

## Werkliste (Auswahl)
| Jahr    | Ort                      | Kirche                     | Bild | Manuale | Register | Bemerkungen |
| ------- | ------------------------ | -------------------------- | ---- | ------- | -------- | --- |
| 1459    | Barcelona                | Kathedrale                 |      |         |          | |
| 1462    | Frankfurt am Main        | Kaiserdom St. Bartholomäus |      |         |          | |
| 1475    | Frankfurt am Main        | Liebfrauenkirche           |      |         |          | |
| 1479    | Nürnberg                 | St. Lorenz                 |      |         |          | Diese Orgel muss wirklich gewaltig gewesen sein, weil sie im Gewölbe der Lorenzkirche Risse verursacht hatte, und wurde deswegen ersetzt (vermutlich 1.604 Pfeifen) |
| 1480/81 | Rothenburg ob der Tauber | St. Jakob                  |      |         |          | |
| 1482    | Würzburg                 | Marienkapelle              |      |         |          | |
| 1483    | Worms                    | Dom                        |      |         |          | |
| 1488/89 | Mainz                    | St. Alban                  |      |         |          | |
| 1489    | Koblenz                  | St. Kastor                 |      |         |          | |